# محافظة الإسكندرية
محافظة الإسكندرية هي إحدى محافظات مصر والعاصمة الثانية بعد القاهرة، الميناء الأول لجمهورية مصر العربية. وتقع في شمال البلاد على ساحل البحر الأبيض المتوسط، تضم ثلاثة مدن وهي الإسكندرية، وهي العاصمة الإدارية وأكبر مدنها، مدينة برج العرب، مدينة برج العرب الجديدة، ومركز واحد وهو مركز برج العرب.
تبلغ مساحة المحافظة 2879 كم²، وترتيبها السابع عشر من حيث المساحة بين محافظات جمهورية مصر العربية، وتحدها من الجنوب والشرق محافظة البحيرة ومن الغرب محافظة مطروح، بلغ عدد سكان المحافظة في 1 يوليو 2017 نحو 5179034 نسمة.

## التاريخ
تأسست مدينة الإسكندرية على يد الإسكندر الأكبر المقدوني عام 332 قبل الميلاد فبعد دخوله لمصر وجد قرية تدعى راقودة على البحر الأبيض المتوسط مقابلها جزيرة تدعى جزيرة فاروس، فقرر أن يربط بين القرية والجزيرة، ويبني في هذا المكان مدينة تحمل اسمه، وتكون عاصمة للبلاد بدلا من منف. وقد دفعت الإسكندر لهذا القرار أغراض إستراتيجية منها: أنه أراد أن تكون الإسكندرية مركز للحضارة الهيلينستية في المناطق التي تحيط بها، وأن يساعد موقعها الجيش المقدوني في غزواته عبر البحر الأبيض المتوسط ولتكون مركزاً للتجارة في هذه المنطقة. ولقد كان للإسكندر ما أراد. وبعد وفاته بدأ العصر البطليمي بتولي بطليموس الأول الحكم، فأخذت الإسكندرية تتطور وتزداد أهميتها. اهتم بها البطالمة كثيرا لا سيما في عصور الرخاء (من عهد بطليموس الأول حتى عهد بطليموس الثالث) ويعود الفضل لهم في تشييد العديد من الآثار التاريخية مثل منارة الإسكندرية التي تعد إحدى عجائب العالم القديم، ومكتبة الإسكندرية التي حملت كتبا عديدة بلغات مختلفة منها اليونانية والهندية والفينيفية وكانت أول مكتبة حكومية في العهد القديم -والتي دمرت بعد دخول الرومان-.
بعد انهيار دولة البطالمة عام 30 ق.م على يد أكتافيوس الذي هزم انطونيوس وكليوباترا عام 31 ق.م في معركة اكتيوم البحرية استمرت الإسكندرية تحت حكم الرومان في أخذ أهمية كبرى. كانت الإسكندرية لها أدوارها القديمة لكن هذه الأدوار ازدادت مع الوقت خصوصا مع دخول المسيحية على يد القديس مرقس الرسول سنه 45 ميلادية واستشهد في نفس المدينة سنه 68 ميلادية، فيكفي تشييد مدرسة الإسكندرية التي كانت مصدر علم كبير في فترة ما بعد إعلان قسطنطين الشهير وكان لها دور رئيسي في التنمية العلمية للمسيحيين. فكانت بها أشهر مدرسة فلسفية ظهرت في العصر الهلينستي وهي مدرسة الأفلاطونية المحدثة، كما كان بها مدرسة الإسكندرية اللاهوتية التي شكلت معالم الفكر واللاهوت المسيحي في العالم. وبعد الفتح الإسلامي ظلت الإسكندرية قلعة علمية فقد أصبحت المركز العلمي الذي يتلقى فيه علماء المغرب والأندلس علومهم الدينية قبل عودتهم لبلادهم، كما أصبح للإسكندرية مدرسة في الحديث النبوي توارثها أجيال من العلماء، كما اشتهرت بأقطاب الصوفية الذين اتخذوا من المدينة سكنا لهم.
هكذا تواصل الدور الحضاري لمدينة الإسكندرية التي انكمشت في العصر العثماني ولم تعاود الازدهار إلا في عصر محمد علي في النصف الأول من القرن التاسع عشر لتكتسب طابعها العالمي كمدينة تستوعب حضارات العالم أجمع. هذه كانت نبذة عن تاريخ الإسكندرية.

## الجغرافيا

### الموقع
تقع محافظة الإسكندرية في شمال جمهورية مصر العربية على ساحل البحر الأبيض المتوسط إلى الغرب من فرع النيل الغربي فرع رشيد، يحدها البحر المتوسط شمالا، ومحافظة البحيرة جنوباً وشرقاً، ومن الغرب محافظة مطروح، وتبلغ مساحة محافظة الإسكندرية (2818.77كم2).

### التقسيمات الإدارية
تقسم محافظة الإسكندرية إدراياً إلى ثلاثة مدن وهي:
1. مدينة الإسكندرية، وهي عاصمة المحافظة وأكبر مدنها.
2. مدينة برج العرب.
3. مدينة برج العرب الجديدة، تتبع إدارياً لهيئة المجتمعات العمرانية الجديدة.

بالإضافة إلى مركز إداري واحد وهو مركز برج العرب.

### المناخ
تتمتع بمناخ البحر المتوسط الذي يعتبر معتدلا أغلب فترات السنة، فالطقس معتدل مائل للبرودة مع وجود نسمة هواء خفيفة ومشمس أغلب فترات السنة.
| البيانات المناخية لـالإسكندرية | البيانات المناخية لـالإسكندرية | البيانات المناخية لـالإسكندرية | البيانات المناخية لـالإسكندرية | البيانات المناخية لـالإسكندرية | البيانات المناخية لـالإسكندرية | البيانات المناخية لـالإسكندرية | البيانات المناخية لـالإسكندرية | البيانات المناخية لـالإسكندرية | البيانات المناخية لـالإسكندرية | البيانات المناخية لـالإسكندرية | البيانات المناخية لـالإسكندرية | البيانات المناخية لـالإسكندرية | البيانات المناخية لـالإسكندرية |
| الشهر                          | يناير                          | فبراير                         | مارس                           | أبريل                          | مايو                           | يونيو                          | يوليو                          | أغسطس                          | سبتمبر                         | أكتوبر                         | نوفمبر                         | ديسمبر                         | المعدل السنوي                  |
| ------------------------------ | ------------------------------ | ------------------------------ | ------------------------------ | ------------------------------ | ------------------------------ | ------------------------------ | ------------------------------ | ------------------------------ | ------------------------------ | ------------------------------ | ------------------------------ | ------------------------------ | ------------------------------ |
| متوسط درجة الحرارة الكبرى °ف   | 63.3                           | 64.9                           | 69.6                           | 75.2                           | 79.7                           | 83.5                           | 85.5                           | 86.7                           | 85.3                           | 81.7                           | 75.4                           | 68.2                           | 76.6                           |
| المتوسط اليومي °ف              | 56.75                          | 57.7                           | 60.53                          | 65.7                           | 70.79                          | 76.01                          | 79.25                          | 80.15                          | 77.81                          | 72.9                           | 66.6                           | 59.63                          | 68.65                          |
| متوسط درجة الحرارة الصغرى °ف   | 48.4                           | 48.7                           | 51.4                           | 56.1                           | 61.9                           | 68.5                           | 73.0                           | 73.6                           | 70.3                           | 64.0                           | 57.7                           | 51.1                           | 60.4                           |
| الهطول إنش                     | 2.08                           | 1.35                           | 0.68                           | 0.14                           | 0.05                           | 0.00                           | 0.00                           | 0.00                           | 0.03                           | 0.37                           | 1.33                           | 2.07                           | 8.1                            |
| متوسط درجة الحرارة الكبرى °م   | 17.4                           | 18.3                           | 20.9                           | 24.0                           | 26.5                           | 28.6                           | 29.7                           | 30.4                           | 29.6                           | 27.6                           | 24.1                           | 20.1                           | 24.8                           |
| المتوسط اليومي °م              | 13.75                          | 14.3                           | 15.85                          | 18.7                           | 21.55                          | 24.45                          | 26.25                          | 26.75                          | 25.45                          | 22.7                           | 19.2                           | 15.35                          | 20.36                          |
| متوسط درجة الحرارة الصغرى °م   | 9.1                            | 9.3                            | 10.8                           | 13.4                           | 16.6                           | 20.3                           | 22.8                           | 23.1                           | 21.3                           | 17.8                           | 14.3                           | 10.6                           | 15.8                           |
| الهطول مم                      | 52.8                           | 34.2                           | 17.3                           | 3.6                            | 1.3                            | 0.01                           | 0.03                           | 0.1                            | 0.8                            | 9.4                            | 33.7                           | 52.7                           | 205.94                         |
| المصدر:                        |                                |                                |                                |                                |                                |                                |                                |                                |                                |                                |                                |                                |                                |

## السكان
بلغ عدد سكان محافظة الإسكندرية في 1 يوليو 2017 نحو 5179034 نسمة، وتعتبر من أكثر محافظات مصر كثافة بالسكان نسبة إلى مساحتها كالتالي:
| المنطقة                     | السكان  |
| --------------------------- | ------- |
| الإسكندرية                  | 5039975 |
| برج العرب الجديدة           | 43921   |
| مركز ومدينة برج العرب       | 92175   |
| قرى الساحل الشمالي السياحية | 2963    |
| المجموع                     | 5179034 |

## الاقتصاد

### الزراعة
تبلغ المساحة المزروعة بالمحافظة نحو 162.1 ألف فدان، فضلا عن 133 ألف فدان قابلة للزراعة، وتعتمد الزراعة بصفة أساسية على الري بالغمر من مياه ترعة المحمودية ومشروعات المياه الجديدة بأراضي النوبارية، كما توجد مساحات كبيرة بالساحل الشمالي الغربي تزرع اعتمادا على مياه الأمطار. وتبلغ المساحة المحصولية بالمحافظة 318 ألف فدان، وبمعامل تكثيف زراعي يبلغ 1.96.

### الموانئ
تعد الإسكندرية من أكبر الموانئ التابعة لمصر الواقعة على البحر الأبيض المتوسط، وبها أربع موانئ تختلف من حيث الحجم والتخصص .

### الصناعة
تعتبر محافظة الإسكندرية مدينة صناعية بالدرجة الأولى حيث يمثل إنتاجها الصناعي حوالي 40% من إجمالي الإنتاج الصناعي بالجمهورية، وتتركز الأنشطة الصناعية في مدينة برج العرب الجديدة حيث تضم وحدها حوالي 1300 مصنع، وكذلك المنطقة الحرة العامة بالإسكندرية، بالإضافة إلى تجمعات صناعية متفرقة في مناطق مرغم، محرم بك، كرموز، القباري، السيوف، الرأس السوداء، الطابية، أبو قير، الغربانيات، وأم زغيو.
وأهم مجالات الاستثمار الصناعي تتمثل في الصناعات الكيماوية والمعدنية والجلدية والكهربائية والهندسية والغزل والنسيج والإسمنت والبترول.

### الثروة الحيوانية والداجنة
يوجد بمحافظة الإسكندرية العديد من مشروعات تربية الحيوانات والدواجن حيث يبلغ عدد رؤوس الأبقار والجاموس نحو 70.4 ألف رأس و 96.8 ألف من الأغنام والماعز، كما يوجد بالمحافظة 22 وحدة بيطرية و 2 مجزر ويبلغ عدد الرؤوس المذبوحة بالمجازر نحو 178 ألف رأس.

### الثروة السمكية

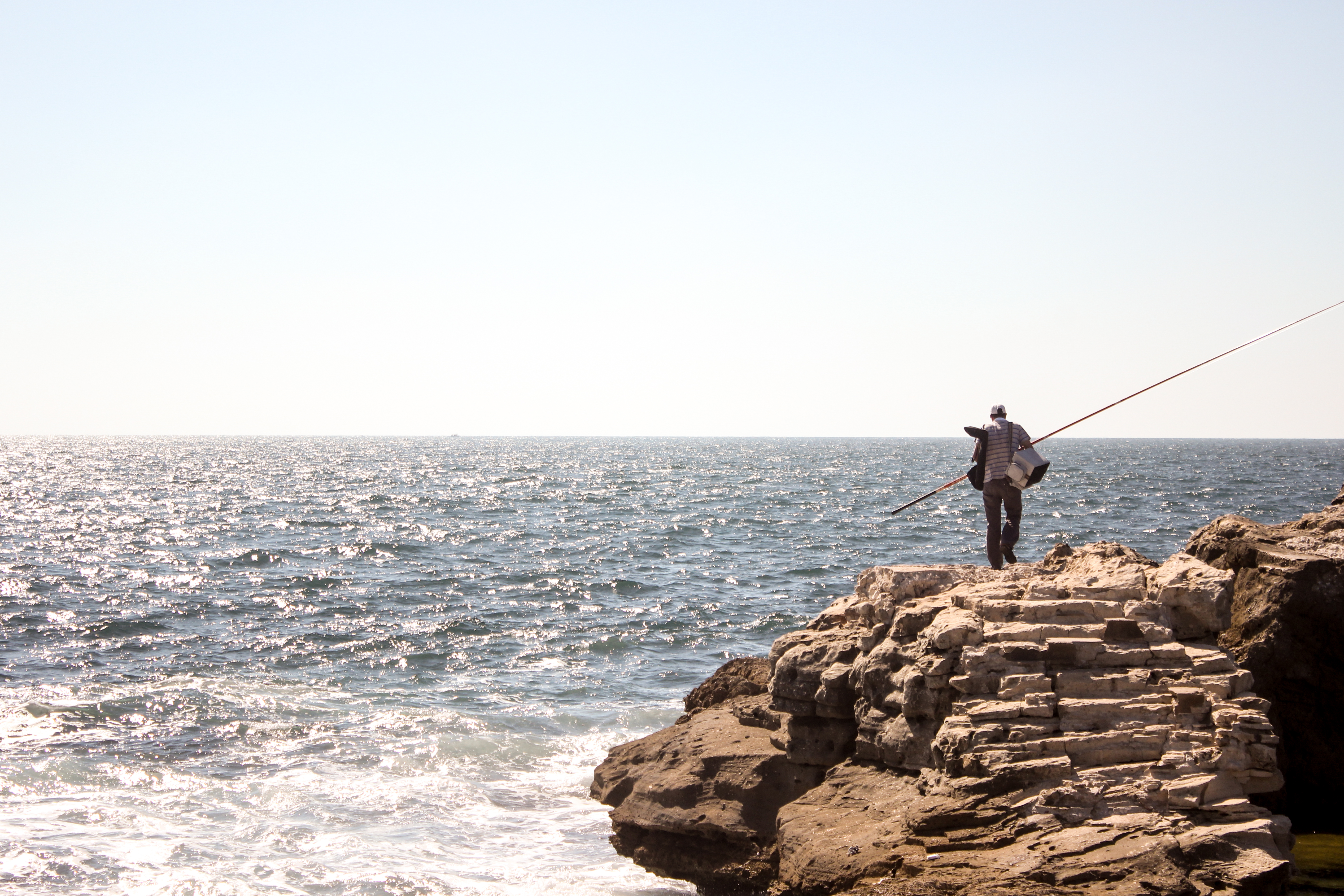
رجل يصطاد بالسنارة علي أحد شواطئ الإسكندرية

يقدر إجمالي إنتاج المحافظة من الثروة السمكية بنحو 11627 طن عام 2001.

### البترول وخاماته
لا توجد بالمحافظة آبار للبترول ولكن يوجد بها شركة العامرية لتكرير البترول والإسكندرية لتكرير البترول وشركة جاسكو وشركة أنربك وشركة بتروجيت ومحطة ساحلية لتصدير الغاز الطبيعي والمستودعات وخط أنابيب شركة سوميد ويبلغ مخزون الغاز الطبيعي نحو 99.62 مليون طن متري بمنطقة المنتزة يستغل منه حاليا نحو 2.9 مليون طن متري سنويا.

### الثروة المعدنية
يوجد بالإسكندرية مجمع ضخم لإنتاج الحديد والصلب (شركة الدخيلة) بمنطقة العجمي، ومصنع الإسمنت بمنطقة الغربانيات ببرج العرب يحصل على المادة الخام من منطقة العامرية وتوجد محاجر للزلط والرمل والحجر الجيري والطفلة والجبس بمنطقة العامرية وبرج العرب، كما يوجد بالمحافظة شركة الإسكندرية للكيماويات، وتشتهر المحافظة بكونها المصدر الأساسي لملح الطعام لجميع محافظات الجمهورية من خلال إنتاج شركة النصر للملاحات والتي يبلغ إنتاجها 100 ألف طن سنويا.

### السياحة

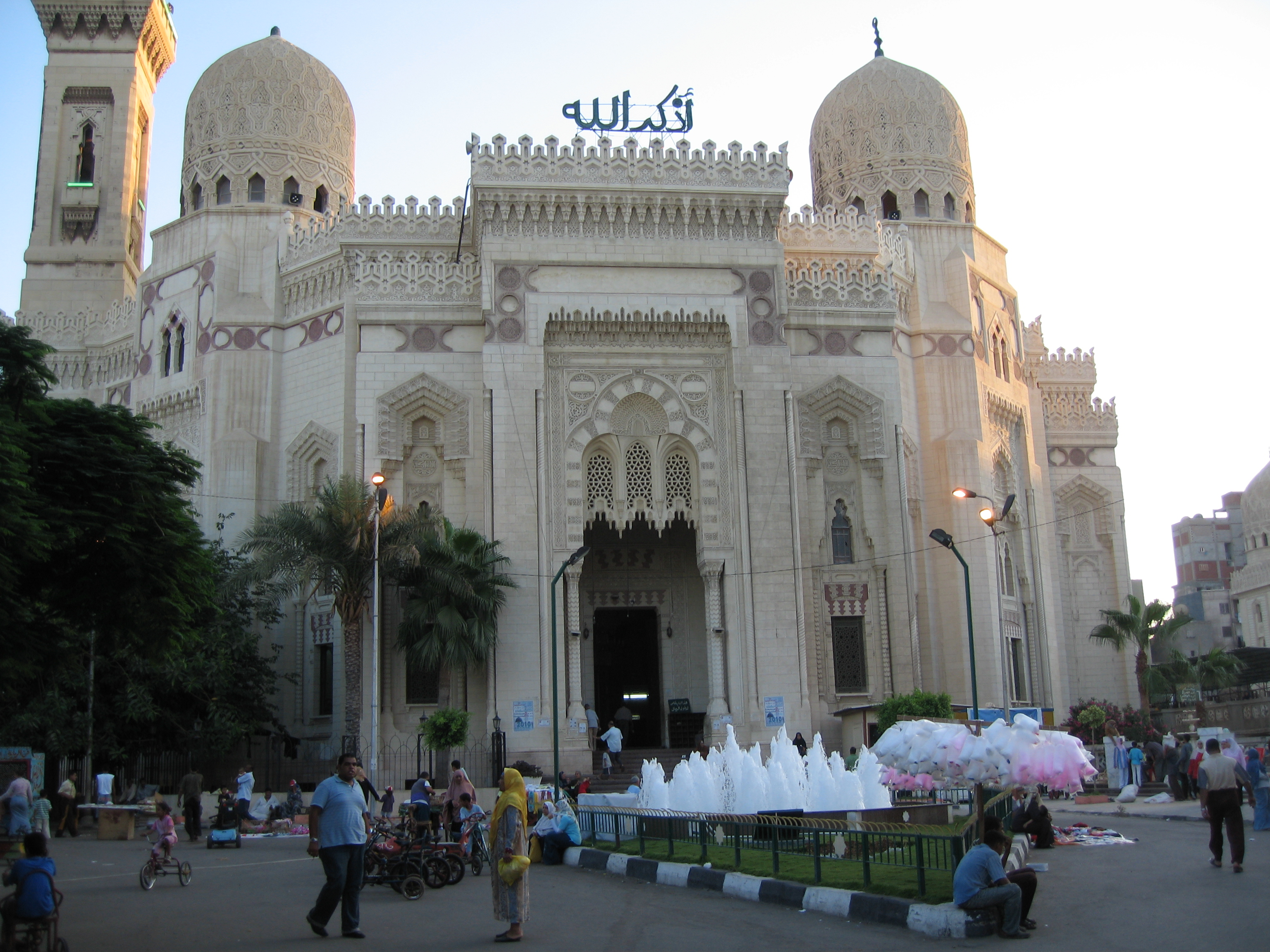
جامع المرسي أبو العباس

تعتبر الإسكندرية مصيفا رائعا حيث تمتد سواحلها لمسافة 70 كيلومترا تقريبا، وتتميز برمالها البيضاء الناعمة خاصة في مناطق الغربية بالعجمي وحتى أبو صير بالقرب من برج العرب، بالإضافة إلى المعالم الأثرية الهامة والتي ترجع في أغلبها إلى العصر الروماني.
لمحافظة الإسكندرية طابع سياحي متميز يرجع للموقع المتميز لاعتدال المناخ، وامتزاج المناطق الأثرية القديمة بالطابع العصري للشواطئ والمعالم الحديثة ويوجد بالمحافظة 41 منطقة جذب سياحي في مجالات السياحة الترفيهية والسياحة الدينية والسياحة العلاجية وسياحة اليخوت الرياضية وسياحة المهرجانات والمعارض وسياحة المؤتمرات.
وأهم المزارات السياحية الدينية جامع المرسي أبو العباس ومسجد البوصيري ودير ماري مينا والكنيسة المرقسية وعمود السواري ومقبرة كوم الشقافة، ومن المواقع الأثرية الشهيرة المسرح الروماني وقلعة قايتباي وحديثا أصبحت مكتبة الإسكندرية – بعد إعادة بنائها – واحدة من أهم المعالم السياحية الثقافية بالإسكندرية .
ويوجد بمحافظة الإسكندرية 51 فندقا (4 منهم خمسة تجوم، 7 أربعة نجوم، 13 ثلاث نجوم) ويبلغ عدد الغرف 3842 غرفة بها 7275 سريرا، وقد بلغ عدد الليالي السياحية 5.9 مليون ليلة سياحية في عام 2001.

## التعليم

### التعليم ما قبل الجامعي
يشتمل مستوى التعليم قبل الجامعي بكافة مراحله الابتدائية والإعدادية والثانوية وبمجالاته العامة والفنية في العام الدراسي 2022 - 2023 على نحو 2772 مدرسة، تضم 29668 فصل، بها 1405738 طالب، و49429 معلمًا.

### التعليم العالي

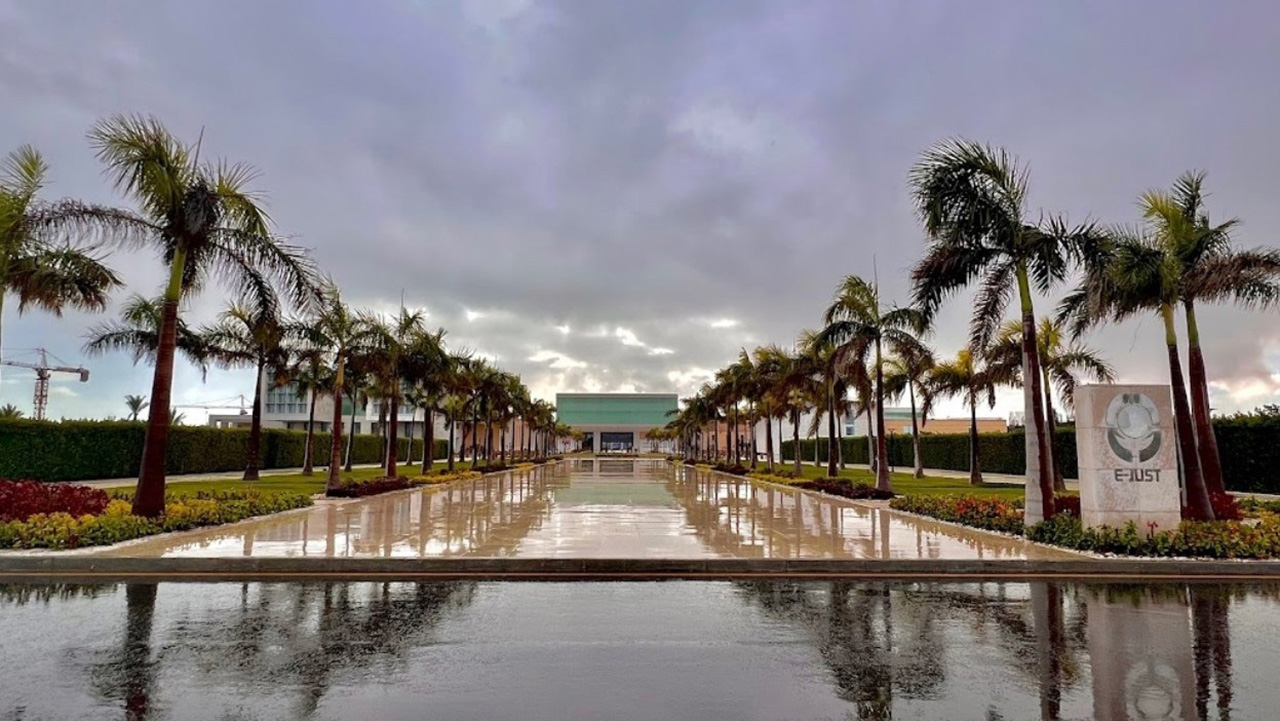
الجامعة اليابانية في برج العرب الجديدة

جامعة برج العرب التكنولوجية

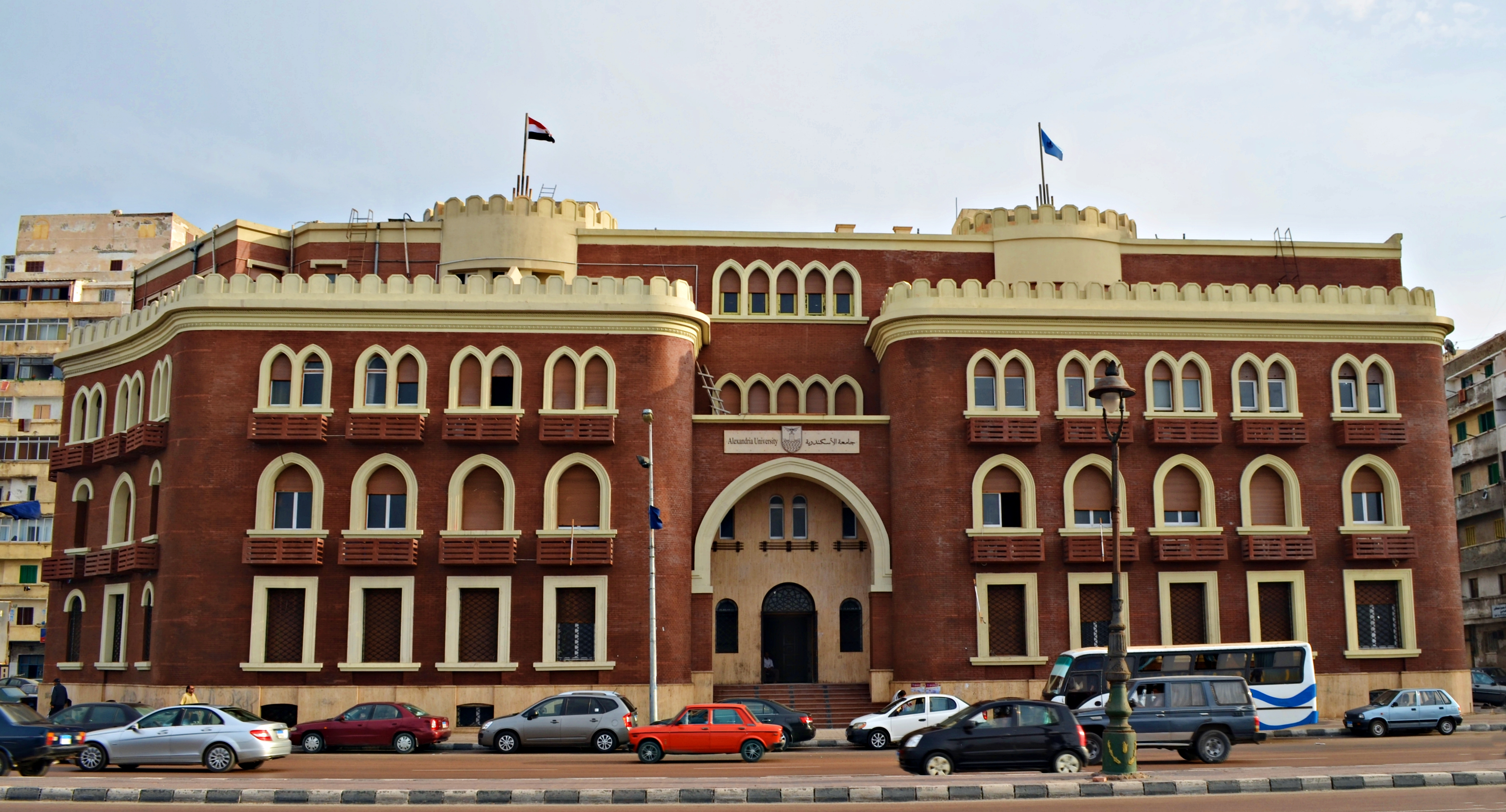
إدارة جامعة الإسكندرية

تتمتع المحافظة بوجود ثاني أقدم الجامعات المصرية وهي جامعة الإسكندرية كما يشتمل التعليم العالي بالمحافظة علي 19 كلية، 8 معاهد، وتضم نحو 137.3 ألف طالب ويعمل بها نحو 3.9 ألف من أعضاء هيئة التدريس.، ويوجد بها أيضاً عدد من المؤسسات الجامعية الأخرى مثل:
- جامعة الإسكندرية.
- جامعة الإسكندرية الأهلية.
- الأكاديمية العربية للعلوم والتكنولوجيا والنقل البحري.
- جامعة فاروس بالإسكندرية.
- جامعة بيروت العربية.
- جامعة سنجور.
- الجامعة المصرية اليابانية للعلوم والتكنولوجيا.
- جامعة برج العرب التكنولوجية.
- المعهد العالى للهندسة والتكنولوجيا ببرج العرب.
- معهد الإسكندرية العالي للهندسة والتكنولوجيا
- المعهد العالي للخدمة الاجتماعية.
- المعهد العالي للسياحة والفنادق السيوف.
- معاهد أبو قير العليا
- المعاهد العليا بكينج مريوط
- كلية الدفاع الجوي.
- الكلية البحرية.
- مدينة الأبحاث العلمية والتطبيقات التكنولوجية

### محو الأمية وتعليم الكبار
يبلغ عدد المستهدف محو أميتهم على مستوى المحافظة عام 2002 نحو 64.5 ألف نسمة، ويبلغ عدد فصول محو الأمية 2150 فصل ملتحق بها نحو 25.3 ألف من الأميين، كما تبلغ نسبة التسرب من هذه الفصول 5.53% ونسبة الإحجام 60.79%.

## معالم
- مكتبة الإسكندرية
- قلعة قايتباي
- المتحف اليوناني الروماني
- متحف الأحياء المائية
- متحف الإسكندرية القومي.[9]
- متحف المجوهرات الملكية
- المسرح الروماني
- معبد السيرابيوم
- عمود السواري
- سور الإسكندرية
- حدائق الشلالات
- قصر المنتزه
- حديقة حيوان الإسكندرية
- قصر أنطونيادس
- قصر رأس التين
- ستاد الإسكندرية
- ستاد برج العرب
- محطة قطار الإسكندرية (محطة مصر)
- محطة قطار سيدي جابر

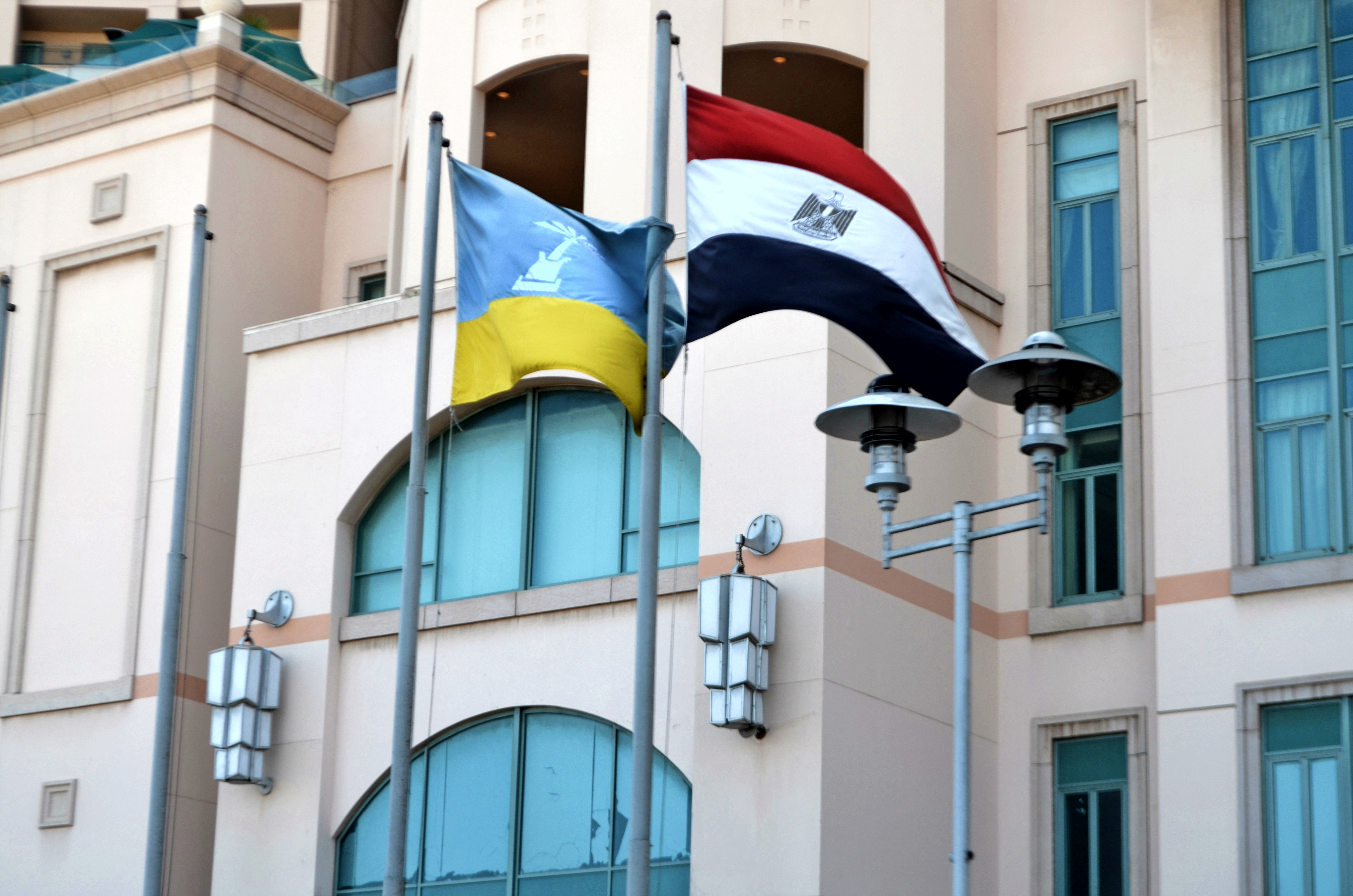
علم المحافظة بجانب العلم الوطني.

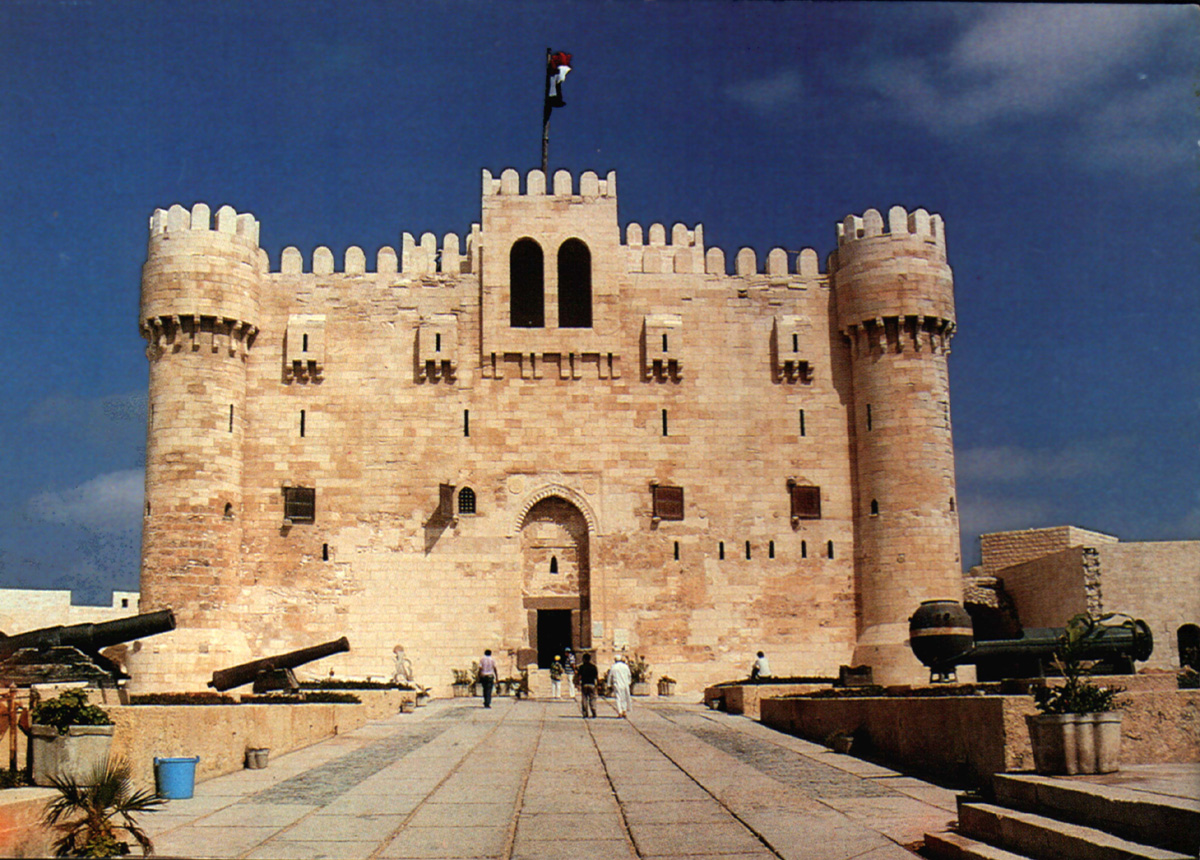
واجهة قلعة قايتباي

- منطقة مجمع المساجد بالأنفوشي وبها: مسجد سيدي أبي العباس المرسي، مسجد الإمام البوصيري
- مطار الإسكندرية الدولي
- مسجد سيدي بشر

## النقل والمواصلات

### الطرق
يبلغ إجمالي الطرق بالمحافظة 2581 كم، منها 1192 كم مرصوفة، 1389 كم طرق ترابية.
أطوال الطرق بمحافظة الإسكندرية
| نوع الطريق         | طول الطريق (كم) | النسبة % |
| ------------------ | --------------- | -------- |
| الطرق المرصوفة     | 1192            | 46.2     |
| أ-الطرق السريعة    | 122             | 4.7      |
| ب-الطرق الداخلية   | 998             | 38.7     |
| جـ-الطرق الإقليمية | 72              | 2.8      |
| الطرق الترابية     | 1389            | 53.8     |
| إجمالي الطرق       | 2581            | 100      |

### الموانئ
- ميناء الإسكندرية يعتبر الميناء الرئيسي في مصر حيث تتم من خلاله أكثر من 55% من تجارة مصر الخارجية.[11]
- ميناء الدخيلة
- ميناء أبو قير
- الميناء الشرقي

### السكك الحديدية
- قطار أبو قير
- مشروع مترو الإسكندرية
- ترام الإسكندرية

### مطارات

مطار برج العرب الدولي

يوجد بمحافظة الإسكندرية مطار دولي واحد هو:
- مطار برج العرب الدولي

## الثقافة
تعتبر محافظة الإسكندرية من المحافظات العريقة في مجال الثقافة

### الرياضة

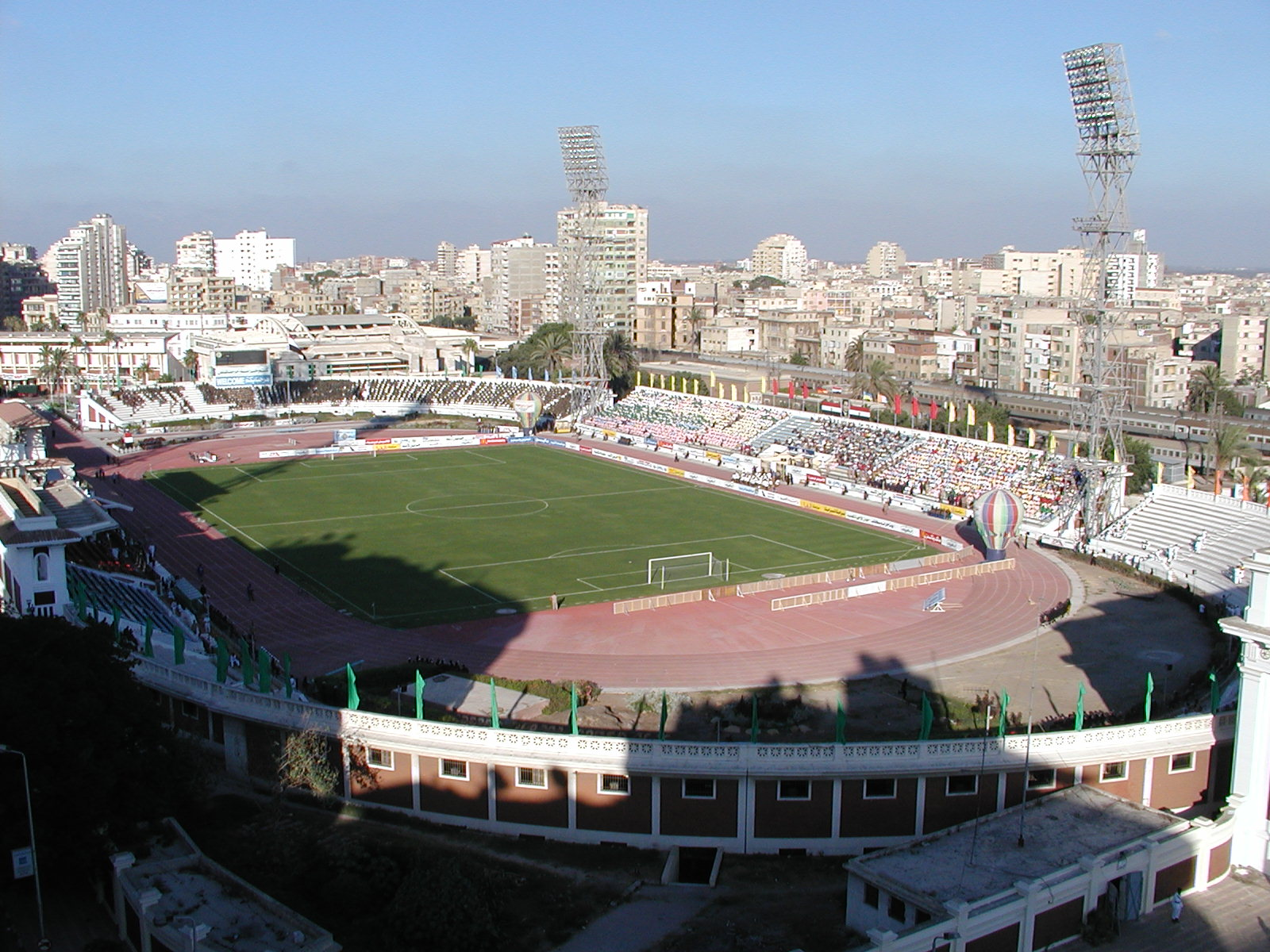
إستاد الإسكندرية

تعتبر محافظة الإسكندرية من المحافظات العريقة في مجال الرياضة يحسن معظم أهلها السباحة بحكم تواجدها على شاطئ البحر كما لها فريق متميز في كرة القدم وهو الاتحاد السكندري، كما يوجد بها نادي سموحة الرياضي وهو من النوادي المتميزة خاصة في رياضتي الفروسية والسباحة على مستوى الجمهورية. هذا بالإضافة للنادي الأوليمبي العريق ونادي حرس الحدود حديثا ويوجد أيضا نادي أصحاب الجياد الذي أُنشئ عام 1926.
كما يوجد بالإسكندرية مجموعة من استادات كرة القدم المتميزة وهي:
- استاد برج العرب
- استاد حرس الحدود
- استاد الإسكندرية

## الاتصالات
مفتاح المحافظة:
- من داخل مصر: 03
- من خارج مصر: 203+

نوع خدمات الاتصالات وأعدادها بالمحافظة
| نوع الخدمة            | العدد  |
| --------------------- | ------ |
| سنترال يدوي           | 1      |
| سنترال نصف آلي        | 6      |
| سنترال آلي            | 36     |
| عدد الخطوط التليفونية | 797400 |
| مكاتب بريد حكومية     | 116    |

## السياسة
قبل ثورة 25 يناير كان أغلب المناطق تقع تحت قيادة رجال الحزب الوطني ولكن من المعروف أن المدينة تعد أحد أكبر معاقل جماعة الإخوان المسلمين كما أن الدعوة السلفية في مصر نشأت من مدينة الإسكندرية وانتشرت في أرجاء مصر لذلك يوجد بها كبار قادة السلفيين في مصر[تحقق من المصدر].

## الإسكندرية في الأعمال الفنية
تناولت الكثير من المسلسلات المصرية الحياة في الإسكندرية وطباع أهلها أشهرها مسلسل أوبرا عايدة ومسلسل زيزينيا وهما للفنان يحيى الفخراني الذي أبدع فيهما بصورة كبيرة ومسلسل شط إسكندرية لممدوح عبد العليم
أضف إلى ذلك أفلام يوسف شاهين إسكندرية ليه وفيلم إسكندرية نيويورك وبالنسبة للأعمال الغنائية رائعة الفنانة فيروز شط إسكندرية وأغنية على الحجار يا إسكندرية يا مجنناني وأغنية راغب علامة ولا يعلى عليك.

## صور للإسكندرية

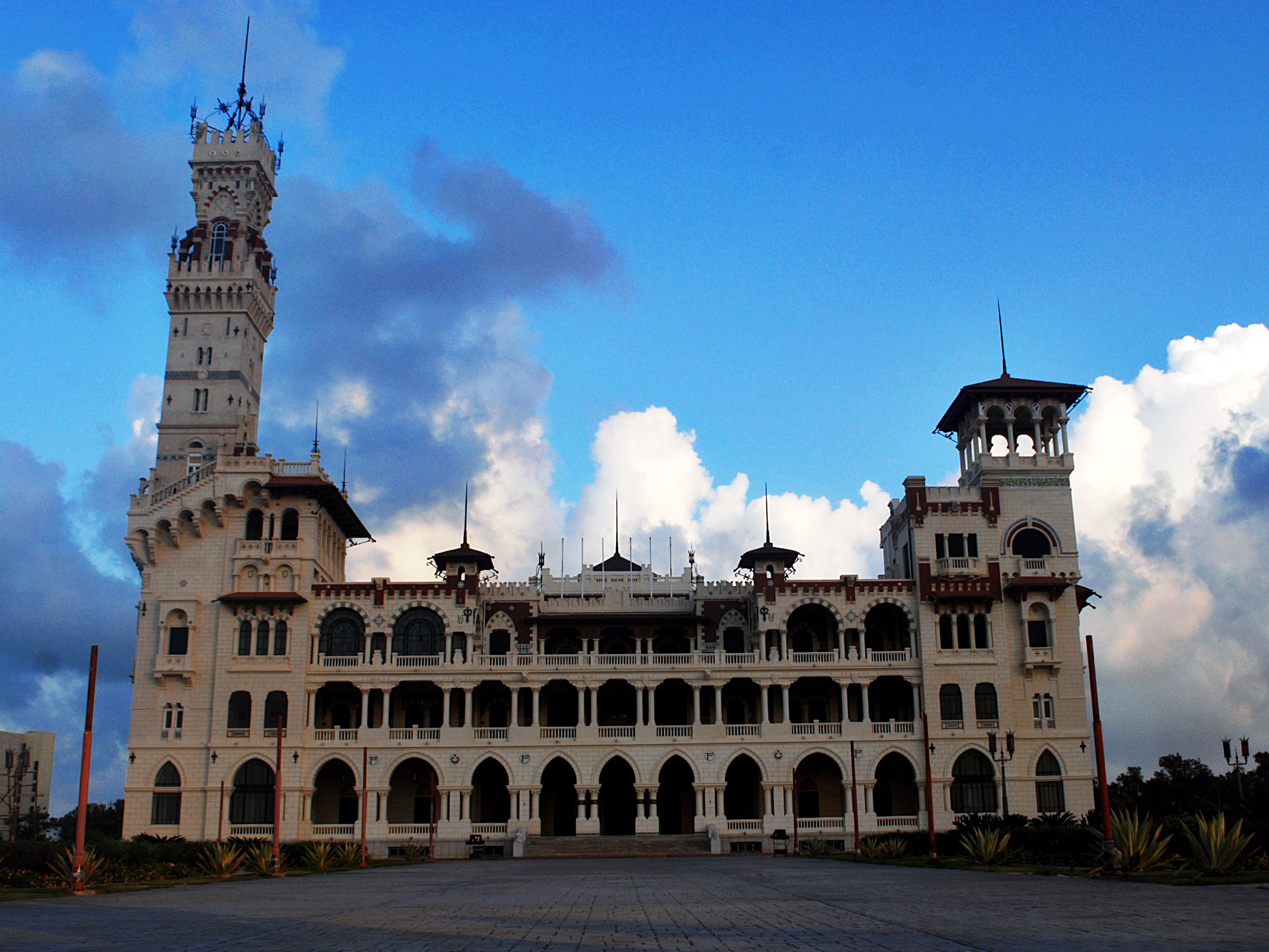
قصر المنتزه

## وصلات خارجية
- البوابة الالكترونية لمحافظة الأسكندرية
- خبار بلادي.. مصر.. الإسكندرية
- الإدارة المركزية للسياحة والمصايف - ديوان عام محافظة الأسكندرية